# Clément Grenier
Clément Grenier (Annonay, 7 gennaio 1991) è un calciatore francese, centrocampista svincolato.

## Caratteristiche tecniche
Centrocampista offensivo, è dotato di buona tecnica, abile nei dribbling e buon tiratore di calci piazzati. Ha iniziato come trequartista, per poi arretrare il suo raggio d’azione e stabilizzarsi come mezzala o centrale di centrocampo, sfruttando la gran visione di gioco e la precisione nei passaggi.

## Carriera

### Club

#### Olympique Lione
Gioca dal 2009 al 2017 in Ligue 1 con la maglia dell'Olympique Lyonnais con cui ha collezionato ben 152 presenze e 18 reti (115 presenze e 14 gol in campionato). Dal 2014 la sua carriera è stata falcidiata dagli infortuni, prevalentemente muscolari, e da marzo 2014 a gennaio 2017 è sceso in campo con l'OL solamente trentanove volte, di cui cinque per tutta la partita.

#### Il prestito alla Roma
Il 28 gennaio 2017 passa in prestito fino al 30 giugno 2017 con diritto di riscatto alla Roma. Il 7 febbraio 2017 esordisce con la maglia giallorossa subentrando nei minuti finali nel match contro la Fiorentina in casa vinto 4 a 0.

#### Il ritorno al Lione e il trasferimento al Guingamp
Il 14 giugno il Lione comunica che la Roma non ha esercitato il proprio diritto di riscatto sul giocatore e che egli tornerà a giocare per il club francese.
Il 31 gennaio 2018, dopo essere stato messo ai margini della rosa del Lione, viene ceduto a titolo definitivo ai connazionali del Guingamp, dopo 16 anni di permanenza a Lione (esclusa la parentesi Roma). Esordisce con il nuovo club il 4 febbraio contro il Rennes, e sigla la sua prima rete l'11 marzo seguente contro il Nizza.

##### Rennes
Il 24 luglio 2018 Grenier passa al Rennes, siglando un contratto triennale. Esordisce con il nuovo club l'11 agosto seguente, nel match di avvio della Ligue 1, siglando anche la sua prima marcatura a loro favore.
Il 20 settembre 2018 esordisce col nuovo club in Europa League, contro il Jablonec. Il 25 ottobre seguente sigla la sua prima rete europea, a scapito della Dinamo Kiev.

#### Maiorca
Il 3 marzo 2022, dopo alcuni mesi da svincolato, firma per il Maiorca.

### Nazionale
Ha fatto parte delle nazionali giovanili francesi a partire dall'Under-16, esordendovi nel marzo del 2007 in una partita contro la Polonia.
Passato all'Under-17, ha disputato il campionato europeo di calcio Under-17 2008 tenutosi in Turchia. Con questa selezione gioca in totale 8 partite segnando 5 reti.
Con l'Under-18 conta 7 partite; con l'Under-19 ha disputato la Sendai Cup.
Ha esordito con la nazionale maggiore il 5 giugno 2013 in amichevole a Montevideo contro l'Uruguay. Nel giugno 2014 viene convocato, a sorpresa, dal commissario tecnico della Francia Didier Deschamps per partecipare al campionato mondiale in Brasile ma deve rinunciare a seguito di uno strappo al bicipite femorale.

## Statistiche

### Presenze e reti nei club
Statistiche aggiornate al 21 maggio 2023.
| Stagione        | Squadra         | Campionato      | Campionato | Campionato | Coppe nazionali | Coppe nazionali | Coppe nazionali | Coppe continentali | Coppe continentali | Coppe continentali | Altre coppe | Altre coppe | Altre coppe | Totale | Totale |
| Stagione        | Squadra         | Comp            | Pres       | Reti       | Comp            | Pres            | Reti            | Comp               | Pres               | Reti               | Comp        | Pres        | Reti        | Pres   | Reti   |
| --------------- | --------------- | --------------- | ---------- | ---------- | --------------- | --------------- | --------------- | ------------------ | ------------------ | ------------------ | ----------- | ----------- | ----------- | ------ | ------ |
| 2009-2010       | O. Lione        | L1              | 3          | 0          | CF+CdL          | 0               | 0               | UCL                | 0                  | 0                  | -           | -           | -           | 3      | 0      |
| 2010-2011       | O. Lione        | L1              | 7          | 0          | CF+CdL          | 1               | 0               | UCL                | 0                  | 0                  | -           | -           | -           | 8      | 0      |
| 2011-2012       | O. Lione        | L1              | 21         | 0          | CF+CdL          | 4+3             | 1+0             | UCL                | 2                  | 0                  | -           | -           | -           | 30     | 1      |
| 2012-2013       | O. Lione        | L1              | 28         | 7          | CF+CdL          | 0               | 0               | UEL                | 5                  | 0                  | SF          | 0           | 0           | 33     | 7      |
| 2013-2014       | O. Lione        | L1              | 28         | 4          | CF+CdL          | 2+2             | 1+0             | UCL+UEL            | 4+5                | 1+1                | -           | -           | -           | 41     | 7      |
| 2014-2015       | O. Lione        | L1              | 6          | 1          | CF+CdL          | 0               | 0               | UEL                | 1                  | 0                  | -           | -           | -           | 7      | 1      |
| 2015-2016       | O. Lione        | L1              | 18         | 2          | CF+CdL          | 2+2             | 0               | UCL                | 1                  | 0                  | SF          | 0           | 0           | 23     | 2      |
| 2016-gen.2017   | O. Lione        | L1              | 4          | 0          | CF+CdL          | 0+1             | 0+0             | UCL                | 1                  | 0                  | SF          | 0           | 0           | 6      | 0      |
| gen.-giu.2017   | Roma            | A               | 6          | 0          | CI              | 0               | 0               | UEL                |                    | -                  | -           | -           | -           | 6      | 0      |
| 2017-gen.2018   | O. Lione        | L1              | 1          | 0          | CF+CdL          | 0+1             | 0+0             | UEL                | -                  | -                  | -           | -           | -           | 2      | 0      |
| Totale O. Lione | Totale O. Lione | Totale O. Lione | 116        | 14         |                 | 19              | 2               |                    | 19                 | 2                  |             | 0           | 0           | 154    | 18     |
| gen.-giu.2018   | Guingamp        | L1              | 15         | 5          | CF+CdL          | -               | -               | -                  | -                  | -                  | -           | -           | -           | 15     | 5      |
| 2018-2019       | Rennes          | L1              | 33         | 2          | CF+CdL          | 5+1             | 0               | UEL                | 9                  | 2                  | -           | -           | -           | 48     | 4      |
| 2019-2020       | Rennes          | L1              | 11         | 1          | CF+CdL          | 1+0             | 0               | UEL                | 4                  | 0                  | SF          | 1           | 0           | 17     | 1      |
| 2020-2021       | Rennes          | L1              | 23         | 4          | CF              | 0               | 0               | UEL                | 5                  | 0                  | -           | -           | -           | 28     | 4      |
| Totale Rennes   | Totale Rennes   | Totale Rennes   | 67         | 7          |                 | 7               | 0               |                    | 18                 | 0                  |             | 1           | 0           | 93     | 9      |
| 2021-2022       | Maiorca         | PD              | 5          | 1          | CR              | 0               | 0               | -                  | -                  | -                  | -           | -           | -           | 5      | 1      |
| 2022-2023       | Maiorca         | PD              | 20         | 0          | CR              | 3               | 1               | -                  | -                  | -                  | -           | -           | -           | 23     | 1      |
| Totale Maiorca  | Totale Maiorca  | Totale Maiorca  | 25         | 1          |                 | 3               | 1               |                    | 0                  | 0                  |             | 0           | 0           | 28     | 2      |
| Totale carriera | Totale carriera | Totale carriera | 227        | 27         |                 | 28              | 3               |                    | 37                 | 4                  |             | 1           | 0           | 305    | 34     |

### Cronologia presenze e reti in Nazionale
| Cronologia completa delle presenze e delle reti in nazionale ― Francia | Cronologia completa delle presenze e delle reti in nazionale ― Francia | Cronologia completa delle presenze e delle reti in nazionale ― Francia | Cronologia completa delle presenze e delle reti in nazionale ― Francia | Cronologia completa delle presenze e delle reti in nazionale ― Francia | Cronologia completa delle presenze e delle reti in nazionale ― Francia | Cronologia completa delle presenze e delle reti in nazionale ― Francia | Cronologia completa delle presenze e delle reti in nazionale ― Francia |
| Data                                                                   | Città                                                                  | In casa                                                                | Risultato                                                              | Ospiti                                                                 | Competizione                                                           | Reti                                                                   | Note                                                                   |
| ---------------------------------------------------------------------- | ---------------------------------------------------------------------- | ---------------------------------------------------------------------- | ---------------------------------------------------------------------- | ---------------------------------------------------------------------- | ---------------------------------------------------------------------- | ---------------------------------------------------------------------- | ---------------------------------------------------------------------- |
| 5-6-2013                                                               | Montevideo                                                             | Uruguay                                                                | 1 – 0                                                                  | Francia                                                                | Amichevole                                                             | -                                                                      | 67’ 88’                                                                |
| 9-6-2013                                                               | Porto Alegre                                                           | Brasile                                                                | 3 – 0                                                                  | Francia                                                                | Amichevole                                                             | -                                                                      | 70’                                                                    |
| 14-8-2013                                                              | Bruxelles                                                              | Belgio                                                                 | 0 – 0                                                                  | Francia                                                                | Amichevole                                                             | -                                                                      | 74’ 76’                                                                |
| 27-5-2014                                                              | Saint-Denis                                                            | Francia                                                                | 4 – 0                                                                  | Norvegia                                                               | Amichevole                                                             | -                                                                      | 70’                                                                    |
| 1-6-2014                                                               | Nizza                                                                  | Francia                                                                | 1 – 1                                                                  | Paraguay                                                               | Amichevole                                                             | -                                                                      | 64’                                                                    |
| Totale                                                                 |                                                                        | Presenze                                                               | 5                                                                      |                                                                        | Reti                                                                   | 0                                                                      |                                                                        |

## Palmarès

### Club

#### Competizioni nazionali
- Coppa di Francia: 2

O. Lione: 2011-2012
Rennes: 2018-2019
- Supercoppa francese: 1

O. Lione: 2012

### Nazionale
- Campionato d'Europa Under-19: 1

2010